# آربیوس (کالیفرنیا)
آربیوس (به انگلیسی: Arbios) یک منطقهٔ مسکونی در ایالات متحده آمریکا است که در شهرستان فرزنو، کالیفرنیا واقع شده‌است. آربیوس ۵۲ متر بالاتر از سطح دریا قرار دارد.